# Scene della vita di un santo vescovo
Scene della vita di un santo vescovo è un dipinto di Pieter Aertsen. Di proprietà privata, è depositato presso la National Gallery di Londra. Fu probabilmente eseguito verso il 1560, quando l'autore si spostò da Anversa ad Amsterdam.

## Descrizione
L'opera è costruita su tre scene costruite su altrettanti piani figurativi. In quello principale, al centro della composizione, il vescovo è rappresentato nell'atto dell'elemosina. Sullo sfondo è raffigurato mentre guarisce un cieco, sulla sinistra, e mentre si appresta a lavare un povero, sulla destra.
Si ipotizza che il soggetto sia sant'Albino, vescovo di Angers dal 529, patrono dei ciechi.